# Energy harvesting
Energy harvesting (anche conosciuto come power harvesting, energy scavenging  e tradotto alle volte come energia racimolata) è il processo per cui l'energia, proveniente da energie alternative e spesso non costanti nel tempo (come quella solare, termica, eolica o cinetica) viene catturata e salvata. Tale processo le converte in energia elettrica direttamente utilizzabile.

## Descrizione

### Sorgenti
Tipicamente i sistemi di raccolta di energia forniscono una potenza molto piccola, ma l'energia prelevata è quella liberamente disponibile come energia di fondo nell'ambiente in cui si trova l'apparecchio.
Le sorgenti alternative possono essere fonti differenti quali energia termica, energia cinetica, energia chimica, energia potenziale o solare, segnali nello spettro elettromagnetico a radio frequenza, disperse liberamente nell'ambiente.

### Modalità di conversione
La conversione dell'energia avviene in modalità differenti in funzione della fonte ambientale.
- L'energia spuria proveniente dalle trasmissioni radiotelevisive o teoricamente da qualsiasi emissione elettromagnetica può essere raccolta. Un tipico utilizzo di questa tecnica è usato per alimentare gli identificatori RFID (Radio Frequency Identification)[2][3].
- La conversione del moto meccanico può avvenire tramite cristalli piezoelettrici o particolari polimeri, che sottoposti a sforzi da deformazione meccanica, generano piccoli potenziali elettrici. Una modalità utilizza l'energia cinetica del movimento di un pendolo magnetico all'interno di un avvolgimento elettromagnetico. Le forze originatrici possono provenire da altre pressioni applicate periodicamente, come nelle scarpe durante una camminata, oppure da vibrazioni meccaniche di motori, o ancora da qualsiasi suono o rumore ambientale a bassa frequenza. Nel caso di fibre inserite nei tessuti degli abiti, il movimento stesso della persona produce energia elettrica. Ove vi siano correnti d'aria, anche incostanti, si utilizzano microturbine eoliche.
- L'energia solare viene convertita tramite celle fotovoltaiche, che si prestano facilmente per essere scalate in piccole dimensioni, un esempio è quello delle calcolatrici tascabili, oppure quello delle lampade segnapasso da giardino[4].
- In presenza di gradienti termici si possono utilizzare generatori termoelettrici, con una tensione tipica di 0,1-0,2 mV/K. Si possono anche ottenere potenziali utili per un uso diretto, semplicemente disponendo in serie numerosi generatori. Le potenze prelevate sono in genere dell'ordine dei mW e si può anche sfruttare il calore umano e animale. Spesso sono accoppiati a dei dissipatori per migliorare (aumentare) il gradiente di temperatura. In alternativa si può sfruttare l'effetto piroelettrico, un altro comportamento ferroelettrico. Un vantaggio dei materiali piroelettrici rispetto a quelli termoelettrici è la loro resistenza fino a 1200 C o più, permettendo di racimolare energia anche da sorgenti ad alta temperatura e quindi con una maggiore efficienza termodinamica[5].

### Applicazioni e interesse commerciale
I dispositivi in grado di raccogliere e convertire l'energia ambientale in energia elettrica hanno suscitato molto interesse sia nel settore militare che commerciale.

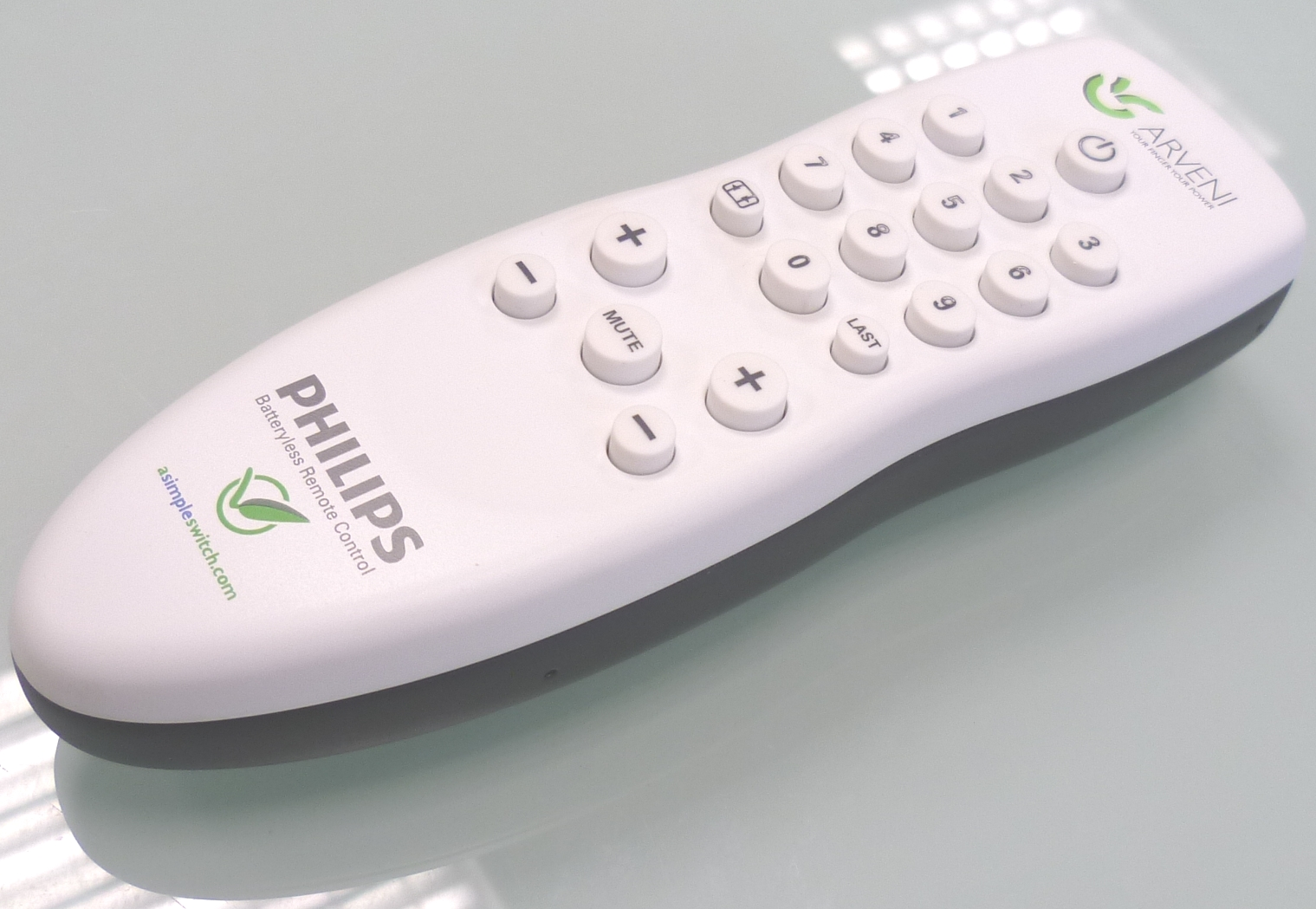
Telecomando TV privo di batterie prodotto dalla Philips

Le applicazioni future potrebbero includere l'alimentazione di dispositivi autonomi ad alta potenza di uscita (o matrici di tali dispositivi), sufficientemente robusti per sopportare l'esposizione a lungo termine in ambienti ostili quali località isolate o di difficile accesso, per servire come affidabili centraline elettriche a servizio di grossi sistemi, oppure dispositivi dal consumo molto basso, come ad esempio, sensori la cui trasmissione dati avviene via radio e quindi privi di una connessione elettrica su cui si possa fare fluire una corrente di alimentazione.
Altre tecniche si impiegano utilmente nelle applicazioni di elettronica indossabile, dove i racimolatori di energia possono erogare energia elettrica per alimentare oppure ricaricare cellulari, sistemi di monitoraggio remoti, apparecchiature di radiocomunicazione voce e dati, come i GPS e rilevatori del battito cardiaco. Un'estensione di questa tecnica, i racimolatori di energia biomeccanici, collega il generatore, con delle fasce, intorno alle ginocchia, producendo così energia racimolata durante la camminata o la pedalata. Si tratta di fonti di energia elettrica limitate, dell'ordine dei milliwatt, ma la tecnologia, nei processi produttivi in particolare, è orientata sempre di più a dispositivi a basso consumo: sono nati componenti elettronici in grado di autoalimentarsi da queste minime energie e di gestirle, ad esempio accumulandole tramite dei condensatori e convertendole in varie tensioni, tramite convertitori step-up. Le case costruttrici di componenti elettronici attive in questo settore sono Linear Technology, Maxim Integrated Products e Texas Instruments.
Alcuni sistemi convertono il movimento, come quello delle onde del mare, in energia elettrica per essere utilizzati da sensori di monitoraggio oceanografico dotandoli di funzionamento autonomo.
Nel traffico urbano si sfrutta il gradiente di temperatura esistente a causa dei motori a combustione interna.

## Prospettive del settore
Per quanto concerne gli sviluppi nel settore dell'energy harvesting, attività nel campo dei polimeri elettroattivi sono state proposte per la generazione di energia. Tali polimeri presentano grande livello di deformazione, densità di energia elastica ed elevata efficienza nella conversione di energia. Si ritiene che il peso totale dei sistemi basati su polimeri elettroattivi sia significativamente inferiore rispetto a quelli basati su materiali piezoelettrici.
Anche i nanogeneratori, come quelli presenti nel Georgia Institute of Technology di Atlanta, potrebbero offrire nuove modalità per alimentare i dispositivi senza batterie. Ricerche sono in corso per aumentare la quantità di energia prodotta e renderla sufficiente per applicazioni pratiche.